# BBC Sports Personality of the Year Coach Award
Der BBC Sports Personality of the Year Coach Award ist ein seit 1999 jährlich von der BBC vergebener Sporttraineraward. Er wird an den Trainer vergeben, der den größten Erfolg für den britischen Sport im jeweiligen Jahr erzielen konnte.

## Bisherige Preisträger
- 1999  Sir Alex Ferguson (Fußball)
- 2000  Jürgen Gröbler (Rudern)
- 2001  Sven-Göran Eriksson (Fußball)
- 2002  Arsène Wenger (Fußball)
- 2003  Clive Woodward (Rugby Union)
- 2004  Arsène Wenger (2) (Fußball)
- 2005  José Mourinho (Fußball)
- 2006  Daniel Anderson (Rugby League)
- 2007  Enzo Calzaghe (Boxen)
- 2008  David Brailsford (Radsport)
- 2009  Fabio Capello (Fußball)
- 2010  Colin Montgomerie (Golf)
- 2011  Andy Flower (Cricket)
- 2012  David Brailsford (Radsport)
- 2013  Warren Gatland (Rugy Union)
- 2014  Paul McGinley (Golf)
- 2015  Michael O’Neill (Fußball)
- 2016  Claudio Ranieri (Fußball)
- 2017  Christian Malcolm,  Benke Blomkvist,  Stephen Maguire (Leichtathletik)
- 2018  Gareth Southgate (Fußball)
- 2019  John Blackie (Leichtathletik)
- 2020  Jürgen Klopp (Fußball)
- 2021  Gareth Southgate (Fußball)

Siehe auch: Sportler des Jahres (Großbritannien)